# 숲의 형제들

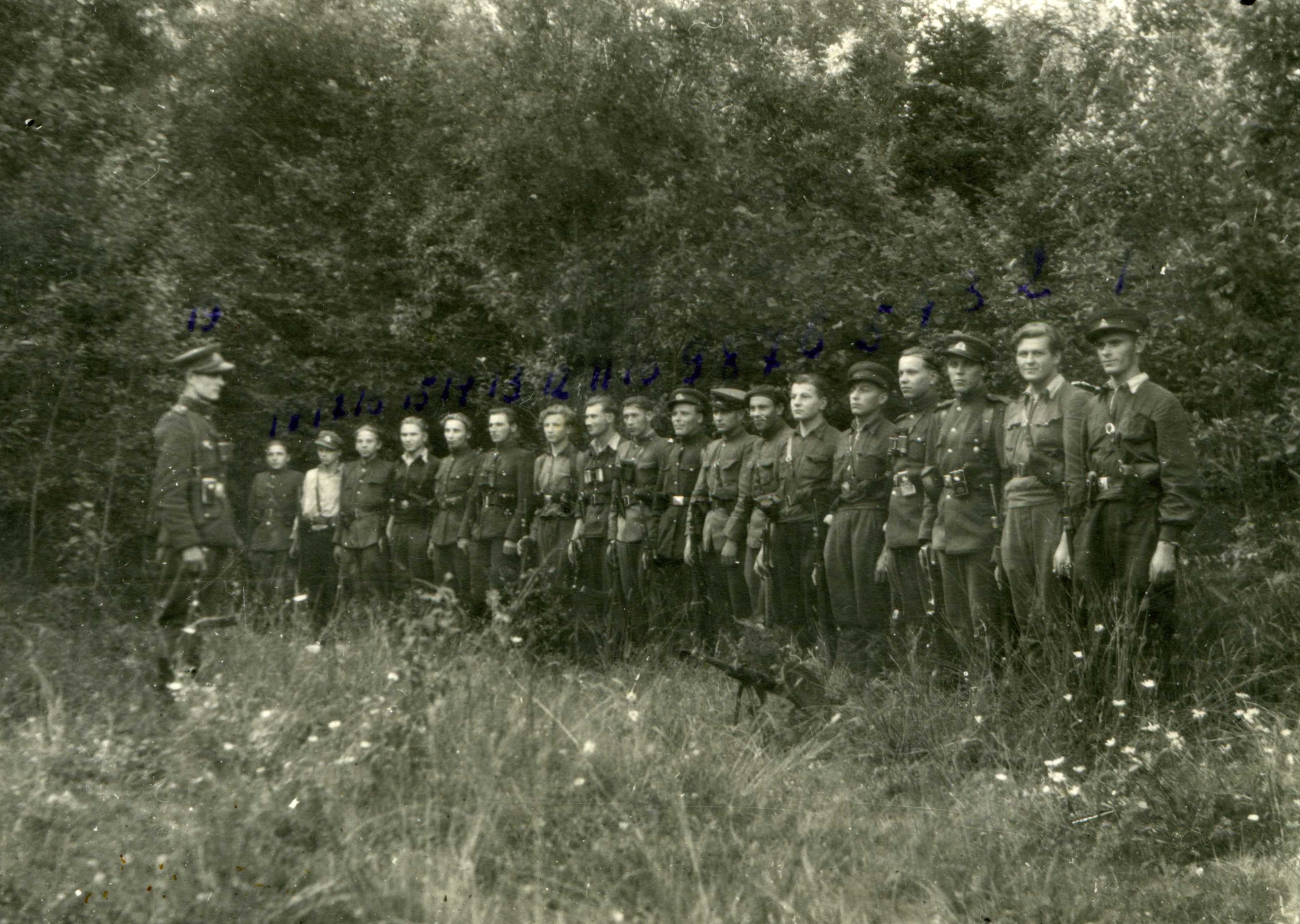
리투아니아 남부 다이나바에서 활동하던 리투아니아인 파르티잔 대원들의 모습

발트해 연안 국가에서의 게릴라 전쟁은 라트비아인, 리투아니아인, 에스토니아인 파르티잔이 벌인 무장 투쟁으로, 숲의 형제들(에스토니아어: Metsavennad 메차벤나드, 라트비아어: Mežabrāļi 메자브랄리, 리투아니아어: Miško broliai 미슈코 브롤랴이) 또는 숲의 수사(修士)라고도 불린다. 이들은 제2차 세계 대전 중 및 후에 소련이 침공하고 발트 3국을 점령하는 동안 소련에 대항했다. 비슷한 반소비에트 중부 및 동유럽에서의 저항 세력이 불가리아, 폴란드, 루마니아 및 서부 우크라이나에서 소련과 공산주의에 맞서 싸웠었다. 
붉은 군대는 1940년부터 1941년 사이에 독립된 발트해 연안 국가들을 점령했고, 독일 점령 기간이 지난 1944년부터 1945년 사이에 다시 점령되었다. 그 후 몇 년 동안 스탈린주의자들의 탄압이 심화됨에 따라 이들 국가의 약 50,000명의 주민들은 숲이 우거진 시골을 자연적 피난처이자 무장한 반소비에트 반군 기지로 사용했다.